# Salmonella enterica subsp. enterica
Salmonella enterica subsp. enterica — підвид грам-негативних бактерій виду S. enterica.

## Опис
Це стрижнеподібні, джгутикові, рухливі палички. Підвид включає багатьох патогенних сероварів виду S. enterica, у тому числі й збудника  черевного тифу і паратифів. Багато сероварів цього підвиду спричинюють сальмонельоз.

## Серовари
Перелік деяких сероварів:
| Серовар                 | Господар                                                |
| ----------------------- | ------------------------------------------------------- |
| Salmonella Choleraesuis | Свиня                                                   |
| Salmonella Dublin       | Кішка                                                   |
| Salmonella Enteritidis  | Людина, гризуни, куроподібні                            |
| Salmonella Gallinarum   | Куроподібні                                             |
| Salmonella Hadar        | Людина, куроподібні, кролики                            |
| Salmonella Heidelberg   | Людина, куроподібні, свиня                              |
| Salmonella Infantis     | Людина, птахи                                           |
| Salmonella Paratyphi    | Людина                                                  |
| Salmonella Typhi        | Людина                                                  |
| Salmonella Typhimurium  | Людина, кішка, свиня, вівці, коні, гризуни, куроподібні |